# Lixnaw
Lixnaw (in gaelico irlandese Leac Snámha, che significa "Losa che nuota") è un villaggio della contea di Kerry, in Irlanda. Situato 17 km al nord-est di Tralee, vanta una popolazione di circa 250 abitanti.
Prende il nome da due ponti di pietra che erano stati originariamente costruiti sul locale fiume Brick (la losa è infatti una lastra di pietra).

## Storia
Lixnaw nei primi secoli del secondo millennio fu la sede della famiglia dei conti di Kerry, i Fitzmaurice. Del loro castello, costruito nel 1320, non resta più niente.

## Monumenti e luoghi d'interesse
- Memoriale della guerra di Corea: un arco di pietra costruito per ricordare gli irlandesi morti nella guerra di Corea.
- Chiesa di San Michele: chiesa cattolica di stile normanno.
- Statua di San Michele: statua raffigurante san Michele che sconfigge Satana.

## Infrastrutture e trasporti
La stazione ferroviaria di Lixnaw aprì il 20 dicembre 1880 e venne definitivamente chiusa l'11 giugno 1983 (altre chiusure v'erano state il 4 febbraio 1963 e il 2 dicembre 1974).

## Sport
La squadra di GAA locale, il Lixnaw GAA, ha vinto per otto volte la Kerry Senior Hurling Championship.